# Crypsirina
Crypsirina – rodzaj ptaków z rodziny krukowatych (Corvidae).

## Zasięg występowania
Rodzaj obejmuje gatunki występujące w Azji Południowo-Wschodniej – od Mjanmy po Półwysep Malajski oraz na Jawie i Bali.

## Morfologia
Długość ciała 29–33 cm, masa ciała 114–145 g.

## Systematyka

### Etymologia
- Crypsirina: gr. κρυπτω kruptō „ukryć”; ῥις rhis, ῥινος rhinos „nozdrza”[9].
- Temia: eks „Témia” z Levaillanta z 1800 roku[10], i epitet gatunkowy Corvus temia Daudin, 1800; być może od gr. ταινια tainia „proporzec, wstęga” (por. τεμνω temnō, τεμει temei „ciąć”)[11]. Gatunek typowy: Corvus temia Daudin, 1800.
- Phrenotrix: gr. φρην phrēn, φρηνος phrēnos „przepona”; θριξ thrix, τριχος trikhos „włos”[12]. Gatunek typowy: Corvus temia Daudin, 1800.
- Cryptorhina: gr. κρυπτω kruptō „ukryć”; ῥις rhis, ῥινος rhinos „nozdrza”[13]. Gatunek typowy: Corvus varians Latham, 1801 (= Corvus temia Daudin, 1800).
- Aegyps: gr. αιγυπιος aigupios „sęp”[14]. Nowa nazwa dla Temia.

### Podział systematyczny
Do rodzaju należą następujące gatunki:
- Crypsirina temia (Daudin, 1800) – płaskogonka czarna
- Crypsirina cucullata Jerdon, 1862 – płaskogonka kapturowa